# Pandau Hilir
Pandau Hilir is een bestuurslaag in het regentschap Medan van de provincie Noord-Sumatra, Indonesië. Pandau Hilir telt 7181 inwoners (volkstelling 2010).